# Опустошитель
«Опустоши́тель» — культурологический журнал и одноимённое издательство.

## История
Журнал «Опустошитель» основан в мае 2010 года его бессменным главным редактором Вадимом Климовым.
Литературный и художественный критик Кирилл Захаров писал в 2013 году на выход девятого номера «Семья» журнала:
…Первоначальной идеей журнала было слияние живых и мёртвых авторов. Ещё одной идеей, вытекавшей из первой, была безнадёжная, отчаянная попытка отменить контркультуру как явление, противопоставленное «культуре», добиться понимания, что это лики единого процесса, добиться уничтожения всех противопоставлений вообще.
В рецензии на изданную в 2014 году издательством «Опустошитель» книгу Ролана Топора и Фернандо Аррабаля «100 уважительных причин незамедлительно покончить с собой» в переводах Веры Крачек и Дениса Безносова Сергей Бирюков написал: «Мифическое издательство одноименного мифического журнала продолжает нас опустошать… <…> Ну просто полный агностицец…»

## Изданные книги
- Топор Ролан, Аррабаль Фернандо. 100 уважительных причин незамедлительно покончить с собой / Перевод с французского и испанского Веры Крачек и Дениса Безносова. — М.: Опустошитель, 2014. — 404 с. — (Мёртвый текст). — 500 экз. — ISBN 978-5-2070-0417-4.
- Жюли Реше. Введение в философию: пластичность повседневности / Вадим Климов. Прощание с ясностью. — М.: Опустошитель, 2017. — 232+216 с. — 500 экз. — ISBN 978-5-211-02686-5.